# Brodolom na Misuriju
Brodolom na Misuriju je naslov #57 sveske iz edicije Odabrane priče strip junaka Zagora objavljena u izdanju Veselog četvrtka. Na kioscima u Srbiji se pojavila 19.8.2021. Koštala je 480 dinara (4,1 evra). Imala je 333 strane.

## Originalna epizoda
Epizoda je originalno objavljena u Italiji 1984-1985. godine. Scenario je napisao Marčelo Tonineli, a nacrtao Franko Donateli. Epizoda je objavljena u četiri nastavka:
- 231. Viaggoi nella paura (1.10.1984)[3]
- 232. Neufragio sul Misouri (1.11.1984)
- 233. Fugga nella prateria (1.12.1984)
- 234. Faccia tagliata (1.1.1985)[4]

## Prvo pojavljivanje u Srbiji
Ova epizoda objavljena je u novembru i decembru 1985. godine u Zlatnoj seriji u bivšoj Jugoslaviji u četiri nastavaka.
- 769. Opklada za strah
- 770. Brodolom na Misuriju
- 772. Žrtva Ki-Noah
- 773. Očajnički krik

## Kratak sadržaj
Lord Bo Vindam je engleski plemić koji se sa prijateljima opkladio da može da pređe sa istočne na zapadnu obalu Amerike za manje od sto dana. Pošto je prrethodno spasio život Zagoru, Zagor je primoran da mu pomogne u ovoj avanturi.